# Rondibilis parvula
Rondibilis parvula es una especie de escarabajo longicornio del género Rondibilis, tribu Acanthocinini, subfamilia Lamiinae. Fue descrita científicamente por Heller en 1923.

## Descripción
Mide 6,5-9 milímetros de longitud.

## Distribución
Se distribuye por Filipinas.